# Rikke Holm
Rikke Holm (* 22. März 1972 in Ribe; verheiratete Rikke Brink) ist eine ehemalige dänische Fußballspielerin.

## Karriere
Holm startete ihre Karriere bei Varde IF, ehe sie 1991 zum Boldklubben 1909 wechselte. Nach vier Jahren für B 1909 folgten einjährige Gastspiele für den Odense Boldklub und Hjortshøj-Egaa Idrætsforening aus Aarhus, 1997 gelangte die Dänin zum Frederiksberg BK. Am 12. September 1990 kam Holm bei der 1:1-Unentschieden gegen die Niederlande zu ihrem ersten Einsatz für die dänische Nationalmannschaft. Im Jahr 1991 stand die Mittelfeldspielerin im dänischen Kader bei der Weltmeisterschaft, wo sie allerdings nicht eingesetzt wurde. Bei den Olympischen Sommerspielen 1996 gehörte sie zum dänischen Aufgebot und wurde dreimal eingesetzt. Holm bestritt am 21. März 1998 bei der 1:4-Niederlage gegen Norwegen ihr 60. und letztes Länderspiel; insgesamt erzielte sie neun Treffer im Nationaldress.